# Comuna Omelnîk, Onufriivka
Omelnîk (în ucraineană Омельник) este o comună în raionul Onufriivka, regiunea Kirovohrad, Ucraina, formată din satele Baidakove și Omelnîk (reședința).

## Demografie
Componența lingvistică a comunei Omelnîk
     Ucraineană (90,02%)
     Rusă (7,91%)
     Alte limbi (0,92%)
Conform recensământului din 2001, majoritatea populației comunei Omelnîk era vorbitoare de ucraineană (90,02%), existând în minoritate și vorbitori de rusă (7,91%) și armeană (1,03%).